# Comitato di difesa dello Stato
Il Comitato di difesa dello Stato era un'istituzione d'emergenza istituita nell'Unione Sovietica a seguito della sua entrata nella seconda guerra mondiale con l'assalto nazista. Venne istituito il 3 luglio 1941, e fu annunciato al popolo sovietico da Stalin in un discorso nel medesimo giorno.
Il Comitato aveva il compito di sovrintendere alla difesa dell'URSS e al conseguente contrattacco. Esso era composto da Stalin, che ne era anche presidente, Molotov, Malenkov, Vorošilov e Berija.
Il Comitato venne sciolto nel 1945, alla fine della guerra.